# Карибжанов, Айдан Табониязович
Айдан Табониязович Карибжанов (род. 10 октября 1971 года в г. Алма-Ата в Казахской ССР) — казахстанский бизнесмен.
Агентство Bloomberg в 2015 году сообщало, что «обширная империя» Карибжанова «простирается на несколько самых богатых ресурсами и политически сложных территорий в мире», он владеет крупнейшей торговой сетью в соседней Киргизии, инвестировал более $200 миллионов в второй по величине золотой рудник в этой стране, у себя в Казахстане владеет цементным заводом и нефтяной компанией, также вложил средства в промышленность Таджикистана, Туркменистана и Узбекистана.
В рейтинге Forbes в 2025 году занимал 41 место среди богатейших бизнесменов Казахстана с оценочным состоянием в $278 млн. В 2024 году Forbes поместил Карибжанова на 22 место среди самых влиятельных бизнесменов Казахстана.

## Биография
Родился 10 октября 1971 года г Алма-Ате
Окончил  Московский государственный институт международных отношений МИД РФ, МГИМО (1994).  Специалист по международным экономическим отношениям.
С 1993 года —стажер, консультант банка Credit Commercial de France (CCF) по вопросам приватизации при Госкомимуществе России, с 1995 года — Госкомимущества Казахстана. Руководитель представительства CCF в Казахстане.
С 1997 года — в группе Казкоммерцбанка, возглавлял инвестиционно-банковское подразделение Kazkommerts Securities (1997-2001). Участвовал в крупных сделках по поглощениям, первым размещениям акций и облигаций казахстанских эмитентов на международных рынках капитала.
В 2001 году основал группу Visor, является ее основным владельцем и председателем совета директоров по сей день.
В январе-сентябре 2004 года работал управляющим директором по экономике и финансам ЗАО "Национальная компания «КазМунайГаз».
С января 2008 по январь 2012 года - управляющий директор, член правления, заместитель председателя правления   АО "ФНБ «Самрук-Kазына».
В различные годы являлся членом совета директоров ОАО «Казахтелеком», АО «Казтрансойл», АО «РД КазМунайГаз», ОАО «Народный сберегательный банк Казахстана», ОАО «Темирбанк», АО «Казпочта», АО «Инвестиционный фонд Казахстана», Verno Russia Fund и др.
С 2008 года сопредседатель с казахстанской стороны  Казахстанско-французского делового совета. 
Член президиума НПП «Атамекен» (с 2012 года).
Награждён орденом Достык 2-й степени (2020).

## Семья
Отец: Карибжанов Табонияз (1936-2004), член Союза художников СССР, первый декан художественного факультета АГТХИ (в настоящее время КазНАИ им. Жургенова).
Мать: Карибжанова Ляйля (1944 г.р.), преподаватель немецкого языка.
В браке с 2018 года, четверо детей.